# Несо (спутник)
Несо (также известный как Нептун XIII) — второй по удаленности естественный спутник Нептуна после S/2021 N 1. Среднее расстояние до Нептуна составляет около 49,6 миллионов километров. В самой удаленной точке своей орбиты спутник находится на расстоянии более 72 миллионов километров от Нептуна. Это расстояние превышает расстояние до афелия Меркурия, который находится примерно в 70 миллионах километров от Солнца.
Первые наблюдения Несо были сделаны 14, 16 августа и 3 сентября 2002 года группами астрономов под руководством Мэтью Холмана и Бретта Глэдмана. Однако, спутник был обнаружен на полученных фотографиях только в 2003 году. Тогда же он получил временное обозначение S/2002 N 4.
Собственное название было присвоено 3 февраля 2007 года. Несо был назван в честь одной из Нереид.

Нерегулярные спутники Нептуна

Несо обращается вокруг Нептуна за 26,67 года. Спутник движется по сильно наклоненной и сильно эксцентричной орбите, показанной на картинке слева, по отношению к другим нерегулярным спутникам Нептуна.
Диаметр Несо составляет около 60 км, исходя из предполагаемого альбедо в 0,04. 
Учитывая сходство параметров орбиты с Псамафой, было высказано предположение, что оба нерегулярных спутника могли иметь общее происхождение в результате распада более крупного спутника.